# Llista de les grans ciutats d'Alemanya
Les grans ciutats són, a partir d'una definició donada a la Conferència Internacional d'Estadística de 1887 aquelles ciutats amb més de 100.000 habitants.
La llista següent conté totes les 90 ciutats d'Alemanya que en l'actualitat o en el passat, tenen o van tenir més de 100.000 habitants. Aquesta llista conté també les grans ciutats que van pertànyer a l'imperi Alemany entre el 1871 i el 1945.
Es llistaran les grans ciutats segons els criteris següents:
- per nombre d'habitants (segons les dades de 31 de desembre de 2003)
- segons ordre alfabètic
- per superfície
- segons la posició geogràfica (de nord a sud)
- segons la data a partir de la qual va assolir els 100.000 habitants
- per estats federats

Nota: La llista amb el nombre d'habitants s'ha d'actualitzar sempre tots de cop per tal de poder comparar el nombre d'habitants en el mateix període. No la modifiqueu només parcialment.

## Grans ciutats alemanyes per nombre d'habitants
A la taula es mostren les ciutats que actualment tenen més de 100.000 habitants, amb les dades dels de 31 de desembre dels anys 1989, 1999 i 2003 així com l'Estat Federat (Land) al qual pertanyen. El nombre d'habitants correspon a la ciutat amb les seves fronteres polítiques, no pas a la seva regió metropolitana.
| Ciutats d'Alemanya |                   |               |               |               |                                  |                                                    |
| Rang               | Ciutat            | Habitants     | Habitants     | Habitants     | Estat                            | Destacat                                           |
| Rang               | Ciutat            | cens del 1989 | cens del 1999 | cens del 2003 | Estat                            | Destacat                                           |
| 1.                 | Berlín            | 3.522.896     | 3.340.887     | 3.388.477     | Berlín                           | La més poblada d'Alemanya                          |
| 2.                 | Hamburg           | 1.626.220     | 1.704.735     | 1.734.083     | Hamburg                          | La més poblada d'Hamburg                           |
| 3.                 | Múnic             | 1.206.683     | 1.194.560     | 1.247.873     | Baviera                          | La més poblada de Baviera                          |
| 4.                 | Colònia           | 946.280       | 962.507       | 965.954       | Rin del Nord-Westfàlia           | La més poblada de Rin del Nord-Westfàlia           |
| 5.                 | Frankfurt         | 635.150       | 643.821       | 643.432       | Hessen                           | La més poblada d'Hessen                            |
| 6.                 | Dortmund          | 594.058       | 590.213       | 589.661       | Rin del Nord-Westfàlia           |                                                    |
| 7.                 | Essen             | 624.445       | 599.515       | 589.499       | Rin del Nord-Westfàlia           |                                                    |
| 8.                 | Stuttgart         | 570.699       | 582.443       | 589.161       | Baden-Württemberg                | La més poblada de Baden-Württemberg                |
| 9.                 | Düsseldorf        | 574.022       | 568.855       | 572.511       | Rin del Nord-Westfàlia           |                                                    |
| 10.                | Bremen            | 544.327       | 540.330       | 544.853       | Bremen                           | La més poblada de Bremen                           |
| 11.                | Hannover          | 505.872       | 514.718       | 516.160       | Baixa Saxònia                    | La més poblada de la Baixa Saxònia                 |
| 12.                | Duisburg          | 532.152       | 519.793       | 506.496       | Rin del Nord-Westfàlia           |                                                    |
| 13.                | Leipzig           | 530.010       | 493.872       | 497.531       | Saxònia                          | La més poblada de Saxònia                          |
| 14.                | Nuremberg         | 485.717       | 486.628       | 493.553       | Baviera                          |                                                    |
| 15.                | Dresden           | 501.417       | 476.668       | 483.632       | Saxònia                          |                                                    |
| 16.                | Bochum            | 393.053       | 392.830       | 387.283       | Rin del Nord-Westfàlia           |                                                    |
| 17.                | Wuppertal         | 378.312       | 368.993       | 362.137       | Rin del Nord-Westfàlia           |                                                    |
| 18.                | Bielefeld         | 315.096       | 321.125       | 328.452       | Rin del Nord-Westfàlia           |                                                    |
| 19.                | Bonn              | 313.905       | 301.048       | 311.052       | Rin del Nord-Westfàlia           |                                                    |
| 20.                | Mannheim          | 305.974       | 307.730       | 308.353       | Baden-Württemberg                |                                                    |
| 21.                | Karlsruhe         | 270.659       | 277.204       | 282.595       | Baden-Württemberg                |                                                    |
| 22.                | Gelsenkirchen     | 289.791       | 281.979       | 272.445       | Rin del Nord-Westfàlia           |                                                    |
| 23.                | Wiesbaden         | 256.885       | 268.716       | 271.995       | Hessen                           |                                                    |
| 24.                | Münster           | 253.123       | 264.670       | 269.579       | Rin del Nord-Westfàlia           |                                                    |
| 25.                | Mönchengladbach   | 255.905       | 263.697       | 262.391       | Rin del Nord-Westfàlia           |                                                    |
| 26.                | Augsburg          | 250.197       | 254.867       | 259.217       | Baviera                          |                                                    |
| 27.                | Aquisgrà          | 236.987       | 243.825       | 256.605       | Rin del Nord-Westfàlia           |                                                    |
| 28.                | Chemnitz          | 301.918       | 263.222       | 249.922       | Saxònia                          |                                                    |
| 29.                | Brunsvic          | 256.323       | 246.322       | 245.076       | Baixa Saxònia                    |                                                    |
| 30.                | Halle             | 321.684       | 254.360       | 240.119       | Saxònia-Anhalt                   | La més poblada de Saxònia-Anhalt                   |
| 31.                | Krefeld           | 240.208       | 241.769       | 238.565       | Rin del Nord-Westfàlia           |                                                    |
| 32.                | Kiel              | 243.579       | 233.795       | 233.039       | Slesvig-Holstein                 | La més poblada de Slesvig-Holstein                 |
| 33.                | Magdeburg         | 288.355       | 235.073       | 227.535       | Saxònia-Anhalt                   |                                                    |
| 34.                | Oberhausen        | 222.419       | 222.349       | 220.033       | Rin del Nord-Westfàlia           |                                                    |
| 35.                | Lübeck            | 212.932       | 213.326       | 212.754       | Slesvig-Holstein                 |                                                    |
| 36.                | Friburg           | 187.767       | 202.455       | 212.495       | Baden-Württemberg                |                                                    |
| 37.                | Erfurt            | 217.035       | 201.267       | 201.645       | Turíngia                         | La més poblada de Turingia                         |
| 38.                | Hagen             | 212.460       | 205.201       | 200.039       | Rin del Nord-Westfàlia           |                                                    |
| 39.                | Rostock           | 252.965       | 203.279       | 198.303       | Mecklemburg-Pomerània Occidental | La més poblada de Mecklemburg-Pomerània Occidental |
| 40.                | Kassel            | 191.598       | 196.211       | 194.322       | Hessen                           |                                                    |
| 41.                | Magúncia          | 177.062       | 183.134       | 185.532       | Renània-Palatinat                | La més poblada de Renània-Palatinat                |
| 42.                | Hamm              | 179.109       | 181.804       | 184.961       | Rin del Nord-Westfàlia           |                                                    |
| 43.                | Saarbrücken       | 190.466       | 183.836       | 181.860       | Saarland                         | La més poblada de Saarland                         |
| 44.                | Herne             | 176.472       | 175.661       | 172.870       | Rin del Nord-Westfàlia           |                                                    |
| 45.                | Mülheim del Ruhr  | 176.149       | 173.895       | 170.745       | Rin del Nord-Westfàlia           |                                                    |
| 46.                | Osnabrück         | 161.317       | 164.539       | 165.517       | Baixa Saxònia                    |                                                    |
| 47.                | Solingen          | 162.928       | 165.583       | 164.543       | Rin del Nord-Westfàlia           |                                                    |
| 48.                | Ludwigshafen      | 159.567       | 163.771       | 162.836       | Renània-Palatinat                |                                                    |
| 49.                | Leverkusen        | 159.325       | 160.841       | 161.543       | Rin del Nord-Westfàlia           |                                                    |
| 50.                | Oldenburg         | 142.233       | 154.125       | 158.340       | Baixa Saxònia                    |                                                    |
| 51.                | Neuss             | 145.665       | 149.702       | 152.050       | Rin del Nord-Westfàlia           |                                                    |
| 52.                | Potsdam           | 141.430       | 128.983       | 144.979       | Brandenburg                      | La més poblada de Brandenburg                      |
| 53.                | Heidelberg        | 134.496       | 139.672       | 142.959       | Baden-Württemberg                |                                                    |
| 54.                | Paderborn         | 116.604       | 137.647       | 141.800       | Rin del Nord-Westfàlia           |                                                    |
| 55.                | Darmstadt         | 137.537       | 137.776       | 139.698       | Hessen                           |                                                    |
| 56.                | Würzburg          | 125.953       | 127.350       | 132.687       | Baviera                          |                                                    |
| 57.                | Ratisbona         | 120.006       | 125.236       | 128.604       | Baviera                          |                                                    |
| 58.                | Recklinghausen    | 123.528       | 125.022       | 123.144       | Rin del Nord-Westfàlia           |                                                    |
| 59.                | Göttingen         | 120.242       | 124.775       | 122.883       | Baixa Saxònia                    |                                                    |
| 60.                | Wolfsburg         | 126.708       | 121.954       | 122.724       | Baixa Saxònia                    |                                                    |
| 61.                | Heilbronn         | 113.955       | 119.526       | 120.705       | Baden-Württemberg                |                                                    |
| 62.                | Bottrop           | 117.464       | 121.097       | 120.324       | Rin del Nord-Westfàlia           |                                                    |
| 63.                | Ulm               | 108.930       | 116.103       | 119.807       | Baden-Württemberg                |                                                    |
| 64.                | Ingolstadt        | 101.360       | 114.826       | 119.528       | Baviera                          |                                                    |
| 65.                | Offenbach         | 113.990       | 116.627       | 119.208       | Hessen                           |                                                    |
| 66.                | Pforzheim         | 110.865       | 117.227       | 119.046       | Baden-Württemberg                |                                                    |
| 67.                | Bremerhaven       | 129.357       | 122.735       | 118.276       | Bremen                           |                                                    |
| 68.                | Remscheid         | 121.786       | 120.125       | 117.717       | Rin del Nord-Westfàlia           |                                                    |
| 69.                | Reutlingen        | 101.987       | 110.343       | 112.346       | Baden-Württemberg                |                                                    |
| 70.                | Fürth             | 100.906       | 109.771       | 111.892       | Baviera                          |                                                    |
| 71.                | Salzgitter        | 112.689       | 112.934       | 109.855       | Baixa Saxònia                    |                                                    |
| 72.                | Moers             | 103.521       | 106.837       | 107.903       | Rin del Nord-Westfàlia           |                                                    |
| 73.                | Siegen            | 107.039       | 109.225       | 107.768       | Rin del Nord-Westfàlia           |                                                    |
| 74.                | Coblença          | 107.938       | 108.003       | 107.608       | Renània-Palatinat                |                                                    |
| 75.                | Cottbus           | 128.943       | 110.894       | 107.549       | Brandenburg                      |                                                    |
| 76.                | Gera              | 132.257       | 114.718       | 106.365       | Turíngia                         |                                                    |
| 77.                | Bergisch Gladbach | 103.174       | 106.150       | 106.053       | Rin del Nord-Westfàlia           |                                                    |
| 78.                | Hildesheim        | 104.203       | 104.013       | 103.245       | Baixa Saxònia                    |                                                    |
| 79.                | Jena              | 105.825       | 99.779        | 102.634       | Turíngia                         |                                                    |
| 80.                | Erlangen          | 100.996       | 100.750       | 102.449       | Baviera                          |                                                    |
| 81.                | Witten            | 104.701       | 103.384       | 101.823       | Rin del Nord-Westfàlia           |                                                    |
| 82.                | Trèveris          | 96.721        | 99.891        | 100.180       | Renània-Palatinat                |                                                    |

A continuació es mostren les ciutats que en el passat van tenir més de 100.000 habitants així com el nombre d'habitants dels anys 1989, 1999 i 2003 (també a 31 de desembre):
- Dessau: 101.262 - 85.000 - 80.136 (en els anys 1990, encara tenia més de 100.000)
- Flensburg: 86.582 - 84.449 - 85.300 (en els anys 1950, encara tenia més de 100.000)
- Görlitz: 74.766 - 62.871 - 58.518 (en els anys 1950, encara tenia més de 100.000)
- Kaiserslautern: 97.625 - 100.025 - 99.095 (nombre d'habitants oscil·lant els 100.000)
- Plauen: 73.971 - 71.955 - 70.070 (en els anys 1930, encara tenia més de 100.000)
- Schwerin: 129.492 - 102.878 - 97.694 (fins aproximadament el 2000 encara tenia 100.000)
- Wilhelmshaven: 90.051 - 86.453 - 84.586 (en els anys 1970, encara tenia més de 100.000)
- Zwickau: 118.914 - 104.146 - 99.846 (fins aproximadament l'octubre de 2003 encara tenia 100.000)

## Grans ciutats d'Alemanya en ordre alfabètic
| | | |
| - Aquisgrà - Augsburg - Bergisch Gladbach - Berlín - Bielefeld - Bochum - Bonn - Bottrop - Brunsvic - Bremen - Bremerhaven - Chemnitz - Coblença - Colònia - Cottbus - Darmstadt - Dessau ¹ - Dortmund - Dresden - Duisburg - Düsseldorf - Erfurt - Erlangen - Essen - Flensburg ¹ - Frankfurt del Main - Friburg de Brisgòvia - Fürth - Gelsenkirchen - Gera | - Görlitz ¹ - Göttingen - Hagen - Halle - Hamburg - Hamm - Hannover - Heidelberg - Heilbronn - Herne - Hildesheim - Ingolstadt - Jena - Kaiserslautern ¹ - Karlsruhe - Kassel - Kiel - Krefeld - Leipzig - Leverkusen - Lübeck - Ludwigshafen al Rhein - Magdeburg - Magúncia - Mannheim - Moers - Mönchengladbach - Mülheim del Ruhr - Múnic - Münster | - Neuss - Nuremberg - Oberhausen - Offenbach del Main - Oldenburg - Osnabrück - Paderborn - Pforzheim - Plauen ¹ - Potsdam - Recklinghausen - Ratisbona - Remscheid - Reutlingen - Rostock - Saarbrücken - Salzgitter - Schwerin ¹ - Siegen - Solingen - Stuttgart - Trèveris - Ulm - Wiesbaden - Wilhelmshaven ¹ - Witten - Wolfsburg - Wuppertal - Würzburg - Zwickau ¹ |

¹ La ciutat té actualment menys de 100.000 habitants.

## Grans ciutats alemanyes per superfície en km²
Vegeu també: Llista de les ciutats alemanyes més grans en superfície
| | | |
| - 01. Berlín - 891,75 - 02. Hamburg - 755,26 - 03. Colònia - 405,15 - 04. Dresden - 328,30 - 05. Bremen - 325,42 - 06. Múnic - 310,46 - 07. Münster - 302,87 - 08. Leipzig - 297,60 - 09. Dortmund - 280,32 - 10. Erfurt - 269,18 - 11. Bielefeld - 257,78 - 12. Frankfurt - 248,41 - 13. Duisburg - 232,81 - 14. Hamm - 226,25 - 15. Salzgitter - 223,94 - 16. Chemnitz - 220,85 - 17. Düsseldorf - 217 - 18. Lübeck - 214,14 - 19. Essen - 210,37 - 20. Stuttgart - 207,36 - 21. Hannover - 204,08 - 22. Wolfsburg - 204,01 - 23. Wiesbaden - 203,9 - 24. Magdeburg - 200,93 - 25. Brunsvic - 192,09 - 26. Potsdam - 187,29 - 27. Nuremberg - 186,38 - 28. Dessau ¹ - 182,81 - 29. Rostock - 181,03 - 30. Paderborn - 179,37 | - 31. Karlsruhe - 173,46 - 32. Mönchengladbach - 170,44 - 33. Wuppertal - 168,37 - 34. Saarbrücken - 167,07 - 35. Cottbus - 164,23 - 36. Aquisgrà - 160,83 - 37. Hagen - 160,36 - 38. Friburg de Brisgòvia - 153,06 - 39. Gera - 151,93 - 40. Augsburg - 146,78 - 41. Bochum - 145,45 - 42. Mannheim - 144,96 - 43. Bonn - 141,22 - 44. Kaiserslautern ¹ - 139,72 - 45. Krefeld - 137,74 - 46. Halle - 135 - 47. Ingolstadt - 133,35 - 48. Schwerin ¹ - 130,46 - 49. Darmstadt - 122,23 - 50. Osnabrück - 119,8 - 51. Ulm - 118,69 - 52. Kiel - 118,39 - 53. Trèveris - 117,14 - 54. Göttingen - 117,09 - 55. Siegen - 114,67 - 56. Jena - 114,47 - 57. Heidelberg - 108,84 - 58. Kassel - 106,77 - 59. Coblença - 105 - 60. Gelsenkirchen - 104,85 | - 61. Wilhelmshaven ¹ - 103,51 - 62. Oldenburg - 102,96 - 63. Zwickau ¹ - 102,54 - 64. Plauen ¹ - 102,12 - 65. Bottrop - 100,61 - 66. Heilbronn - 99,88 - 67. Neuss - 99,48 - 68. Pforzheim - 98,02 - 69. Magúncia - 97,75 - 70. Hildesheim - 93,02 - 71. Mülheim del Ruhr - 91,26 - 72. Solingen - 89,46 - 73. Würzburg - 87,55 - 74. Reutlingen - 87,06 - 75. Bergisch Gladbach - 83,12 - 76. Ratisbona - 80,76 - 77. Leverkusen - 78,86 - 78. Bremerhaven - 78,86 - 79. Ludwigshafen del Rhein - 77,68 - 80. Oberhausen - 77,04 - 81. Erlangen - 76,84 - 82. Remscheid - 74,6 - 83. Witten - 72,37 - 84. Moers - 67,69 - 85. Görlitz ¹ - 67,22 - 86. Recklinghausen - 66,42 - 87. Fürth - 63,35 - 88. Flensburg ¹ - 56,38 - 89. Herne - 51,41 - 90. Offenbach del Main - 44,9 |

¹ La ciutat té actualment menys de 100.000 habitants.

## Grans ciutats d'Alemanya ordenades segons la posició de nord a sud
| | | |
| - 54°47' Flensburg ¹ - 54°19' Kiel - 54°05' Rostock - 53°52' Lübeck - 53°37' Schwerin ¹ - 53°32'57 Hamburg - 53°32'45 Bremerhaven - 53°31' Wilhelmshaven ¹ - 53°08' Oldenburg - 53°04' Bremen - 52°31' Berlín - 52°24' Wolfsburg - 52°23' Potsdam - 52°22' Hannover - 52°16'44 Osnabrück - 52°16'10 Brunsvic - 52°09' Hildesheim - 52°07' Magdeburg - 52°02' Salzgitter - 52°01' Bielefeld - 51°57' Münster - 51°50' Dessau ¹ - 51°45' Cottbus - 51°43' Paderborn - 51°40' Hamm - 51°36' Recklinghausen - 51°32' Herne - 51°31' Göttingen - 51°30'59 Dortmund - 51°30'39 Gelsenkirchen | - 51°30'00 Bottrop - 51°29'03 Halle - 51°29'01 Bochum - 51°28' Oberhausen - 51°27'25 Essen - 51°27'10 Moers - 51°26'49 Witten - 51°26'17 Duisburg - 51°25' Mülheim del Ruhr - 51°21' Hagen - 51°20' Leipzig - 51°19'57 Krefeld - 51°19'06 Kassel - 51°17' Wuppertal - 51°13' Düsseldorf - 51°12' Neuss - 51°11'48 Mönchengladbach - 51°11'03 Remscheid - 51°10' Solingen - 51°09' Görlitz ¹ - 51°03' Dresden - 51°02' Leverkusen - 50°59' Bergisch Gladbach - 50°58' Erfurt - 50°56' Colònia - 50°55' Jena - 50°52'36 Gera - 50°52'34 Siegen - 50°50' Chemnitz - 50°46' Aquisgrà | - 50°43' Bonn - 50°42' Zwickau ¹ - 50°29' Plauen ¹ - 50°21' Coblença - 50°06'44 Frankfurt - 50°06'20 Offenbach del Main - 50°05' Wiesbaden - 50°00' Magúncia - 49°52' Darmstadt - 49°47' Würzburg - 49°45' Trèveris - 49°35' Erlangen - 49°29' Mannheim - 49°28'50 Ludwigshafen del Rhein - 49°28'30 Fürth - 49°27' Nuremberg - 49°26' Kaiserslautern ¹ - 49°24' Heidelberg - 49°13' Saarbrücken - 49°08' Heilbronn - 49°01' Ratisbona - 49°00' Karlsruhe - 48°53' Pforzheim - 48°46' Stuttgart - 48°45' Ingolstadt - 48°29' Reutlingen - 48°23' Ulm - 48°22' Augsburg - 48°08' Múnic - 47°59' Friburg de Brisgòvia |

¹ La ciutat té actualment menys de 100.000 habitants.

## Grans ciutats d'Alemanya segons l'any en el qual van assolir els 100.000 habitants
Aquesta llista conté també grans ciutats que ja han perdut tal condició, i ciutats que avui en dia ja no pertanyen a Alemanya. Quan l'any està en cursiva significa que és aproximat (+/− un any).
| | |
| - 1740 Berlín - 1787 Hamburg - 1842 Breslau (avui pertany a Polònia) - 1852 Dresden - 1854 Múnic - 1855 Colònia - 1864 Königsberg (avui pertany a Rússia) - 1871 Leipzig - 1873 Hannover - 1874 Stuttgart - 1875 Bremen - 1875 Frankfurt del Main - 1878 Estrasburg (avui pertany a França) - 1880 Danzig (avui a Polònia) - 1881 Nuremberg - 1882 Düsseldorf - 1882 Magdeburg - 1883 Chemnitz - 1884 Altona (avui Hamburg) - 1885 Barmen (avui Wuppertal) - 1885 Elberfeld (avui Wuppertal) - 1887 Krefeld - 1889 Aquisgrà - 1890 Brunsvic - 1890 Halle - 1893 Charlottenburg (avui Berlín) - 1895 Dortmund - 1896 Essen - 1897 Mannheim - 1898 Kiel - 1899 Kassel - 1901 Karlsruhe - 1902 Rixdorf (Neukölln) (avui Berlín) - 1902 Magúncia - 1902 Spandau (avui Berlín) - 1903 Gelsenkirchen - 1904 Bochum - 1904 Duisburg - 1904 Plauen ¹ (en els anys 1930 encara sobre els 100.000 habitants) - 1905 Schöneberg (avui Berlín) - 1905 Wiesbaden - 1906 Erfurt - 1907 Augsburg - 1908 Mülheim del Ruhr - 1909 Saarbrücken - 1909 Wilmersdorf (avui Berlín) - 1910 Hamborn (avui Duisburg) - 1911 Lübeck - 1912 Lichtenberg (avui Berlín) - 1915 Münster - 1915 Oberhausen - 1921 Mönchengladbach - 1922 Ludwigshafen del Rhein - 1925 Buer (avui Gelsenkirchen) - 1927 Hindenburg (avui Oberschlesien, a Polònia) - 1927 Harburg-Wilhelmsburg (avui Hamburg) - 1928 Hagen - 1929 Wuppertal (formada a partir de les grans ciutats de Barmen i Elberfeld) | - 1929 Bielefeld - 1929 Remscheid - 1929 Solingen - 1930 Gleiwitz (a Oberschlesien, Polònia) - 1932 Würzburg - 1933 Beuthen (a Oberschlesien, Polònia) - 1933 Friburg de Brisgòvia - 1934 Bonn - 1934 Rostock - 1935 Dessau ¹ (fins aprox. el 1990 encara més de 100.000) - 1935 Herne - 1937 Darmstadt - 1938 Wilhelmshaven ¹ (els anys 1970 encara amb 100.000) - 1939 Bremerhaven (aleshores amb el nom de Wesermünde) - 1939 Potsdam - 1940 Osnabrück - 1942 Salzgitter - 1944 Zwickau ¹ (fins aprox. l'Octubre de 2003 encara amb 100.000) - 1945 Flensburg ¹ (als 1950 encara amb 100.000) - 1945 Görlitz ¹ (als 1950 encara amb 100.000) - 1945 Oldenburg - 1946 Heidelberg - 1946 Ratisbona - 1949 Recklinghausen - 1950 Fürth - 1953 Bottrop - 1954 Offenbach del Main - 1955 Wanne-Eickel (avui Herne) - 1959 Gera - 1962 Coblença - 1963 Neuss - 1963 Leverkusen - 1964 Göttingen - 1969 Kaiserslautern ¹ (oscil·lant els 100.000 habitants) - 1969 Trèveris - 1970 Rheydt (avui Mönchengladbach) - 1970 Heilbronn - 1972 Schwerin ¹ (fins aprox. el 2000 encara amb 100.000) - 1972 Wolfsburg - 1974 Erlangen - 1974 Hildesheim - 1975 Paderborn - 1975 Hamm - 1975 Witten - 1975 Bergisch Gladbach - 1975 Jena - 1975 Siegen - 1975 Pforzheim - 1976 Cottbus - 1977 Lahn (el 1979 perdé un altre cop els 100.000) - 1980 Ulm - 1987 Moers - 1988 Reutlingen - 1989 Ingolstadt |

¹ La ciutat té actualment menys de 100.000 habitants.

## Grans ciutats d'Alemanya per Estats Federats
Atenció: La llista està ordenada alfabèticament encara que la numeració suggereixi que està ordenat per habitants. Els estats de Berlín i Hamburg contenten només una sola gran ciutat, per tant no estan llistats.
| Grans ciutats a Baden-Württemberg:                 |                              |                          |
| 1. Friburg de Brisgòvia 2. Heidelberg 3. Heilbronn | Karlsruhe Mannheim Pforzheim | Reutlingen Stuttgart Ulm |

| Grans ciutats a Baviera:         |                            |                    |
| 1. Augsburg 2. Erlangen 3. Fürth | Ingolstadt Múnic Nuremberg | Ratisbona Würzburg |

| Grans ciutats a Brandenburg: |
| 1. Cottbus 2. Potsdam        |

| Grans ciutats a Bremen:  |
| 1. Bremen 2. Bremerhaven |

| Grans ciutats a Hessen:                                                |
| 1. Darmstadt 2. Frankfurt 3. Kassel 4. Offenbach del Main 5. Wiesbaden |

| Grans ciutats a Mecklemburg-Pomerània Occidental: |
| 1. Rostock 2. Schwerin ¹                          |

| Grans ciutats a la Baixa Saxònia:    |                                |                                      |
| 1. Brunsvic 2. Göttingen 3. Hannover | Hildesheim Oldenburg Osnabrück | Salzgitter Wilhelmshaven ¹ Wolfsburg |

| Grans ciutats al Rin del Nord-Westfàlia:                                                                                     |                                                                                                |                                                                                              |
| 1. Aquisgrà 2. Bergisch Gladbach 3. Bielefeld 4. Bochum 5. Bonn 6. Bottrop 7. Colònia 8. Dortmund 9. Duisburg 10. Düsseldorf | Essen Gelsenkirchen Hagen Hamm Herne Krefeld Leverkusen Moers Mönchengladbach Mülheim del Ruhr | Münster Neuss Oberhausen Paderborn Recklinghausen Remscheid Siegen Solingen Witten Wuppertal |

| Grans ciutats a la Renània-Palatinat:                                                                                 |
| 1. Coblença 2. Kaiserslautern ¹ (Oscil·lant al voltant del 100.000 habitants) 3. Ludwigshafen 4. Magúncia 5. Trèveris |

| Grans ciutats en Saarland: |
| 1. Saarbrücken             |

| Grans ciutats a la Saxònia:                                             |
| 1. Chemnitz 2. Dresden 3. Görlitz ¹ 4. Leipzig 5. Plauen ¹ 6. Zwickau ¹ |

| Grans ciutats a la Saxònia-Anhalt: |
| 1. Dessau ¹ 2. Halle 3. Magdeburg  |

| Grans ciutats a Slesvig-Holstein: |
| 1. Flensburg ¹ 2. Kiel 3. Lübeck  |

| Grans ciutats a Turíngia: |
| 1. Erfurt 2. Gera 3. Jena |

¹ La ciutat té actualment menys de 100.000 habitants.